# 63-я стрелковая дивизия (1-го формирования)
63-я стрелковая дивизия 1-го формирования (63 сд) — воинское соединение Вооружённых Сил СССР, принимавшее участие в Великой Отечественной войне.
Период вхождения в состав Действующей армии: с 14 июля по 27 ноября 1942 года.

## История
63-я стрелковая дивизия была создана 14 июля 1942 года путём переформирования из 8-й мотострелковой дивизии войск НКВД. В это время она находилась в районе Серафимович — станица Клетская. До ноября 1942 года вела тут бои с противником.
19 ноября 1942 года она в ходе проведения операции «Уран» прорвала первую оборонительную позицию немцев и, преодолевая их сопротивление, продвинулась до 2 км вглубь обороны противника. На следующий день дивизия достигла восточных скатов высоты 122,0, угрожая левому флангу распопинской группировки противника. В результате общих усилий 293-й и 63-й стрелковой дивизии к исходу 20 ноября её правый фланг оказался охваченным с востока и юго-востока, а затем и замкнуто окончательно кольцо окружения. В последующие дня дивизия отражала попытки румын пробиться из «котла» — за сутки 22 ноября отбито до 20 атак, 23 ноября — 13 атак. К исходу дня 23 ноября командующий окруженной группировкой румынский бригадный генерал Стэнеску понял, что прорваться не сможет, выслал к линии фронта парламентеров и в ночь на 24 ноября капитулировал перед командиром 63-й стрелковой дивизии полковником Н. Д. Козиным во главе группировки из более 21 000 солдат и офицеров. Как оказалось, при её окружении сражались части неполных 4-х советских дивизий общей численностью не более 10 000 человек.
Командование высоко оценило боевые действия дивизии, и приказом наркома обороны 27 ноября 1942 года она была переименована в 52-ю гвардейскую стрелковую дивизию.

## Состав
- 226-й стрелковый полк
- 291-й стрелковый полк
- 346-й стрелковый полк
- 26-й артиллерийский полк (10-й гаубичный артиллерийский полк)
- 273-й отдельный истребительно-противотанковый дивизион
- 109-я зенитная батарея (347-я отдельный зенитный артиллерийский дивизион)
- 175-й миномётный дивизион (до 18.10.1942)
- 53-я разведывательная рота
- 170-й сапёрный батальон
- 51-й отдельный батальон связи
- 116-й медико-санитарный батальон
- 34-я отдельная рота химзащиты
- 400-я автотранспортная рота
- 20-я полевая хлебопекарня
- 51-й дивизионный ветеринарный лазарет
- 1593-я полевая почтовая станция
- 1013-я полевая касса Госбанка

## Подчинение
| На дату    | Фронт                | Армия      | Корпус |
| ---------- | -------------------- | ---------- | ------ |
| 01.08.1942 | Сталинградский фронт | 21-я армия | -      |
| 01.09.1942 | Сталинградский фронт | 21-я армия | -      |
| 01.10.1942 | Донской фронт        | 21-я армия | -      |
| 01.11.1942 | Юго-Западный фронт   | 21-я армия | -      |

## Командиры
- 14 июля — 27 ноября 1942 — Козин Нестор Дмитриевич (1902—1992), полковник.